# Sami Callihan
Samuel A. Johnston (né le 1er septembre 1987 à Bellefontaine) est un catcheur (lutteur professionnel) américain plus connu sous le nom de Sami Callihan.

## Carrière de catcheur

### Débuts dans l'Ohio et Heartland Wrestling Association (2006-2012)
Johnston s'entraine à l'école de catch de la Heartland Wrestling Association auprès de Shark Boy, Les Thatcher et Cody Hawk. Il commence sa carrière en 2006 sous le nom de Cannonball Sammy avant de changer de nom de ring pour Sami Callihan deux mois plus tard.

### Combat Zone Wrestling (2009-2013, 2015-2018)
Il débute à la Combat Zone Wrestling (CZW) le 10 janvier où il bat Greg Excellent dans un Last man standing match. Le 14 février au cours de A Decade Of Destruction - 10th Anniversary Show, il devient champion des Iron man match en mettant fin au règne de Brain Damage.

### Pro Wrestling Guerrilla (2012-2013, 2015-...)
Lors de PWG Is Your Body Ready?, il perd contre Adam Cole dans un 60-minute Iron Man match et ne remporte pas le PWG World Championship,,.
Le 3 septembre 2016, il retourne à la PWG en tant que participant au Battle of Los Angeles 2016, où il perd face à Cody Rhodes lors de son match du premier tour.

### Dragon Gate USA, EVOLVE et fédérations lièes (2010-2013)
Il dispute son premier match à l'Evolve Wrestling le 1er mai 2010 au cours d'EVOLVE 3: Rise Or Fall où il bat Adam Cole. Le 23 juillet, il continue sa série de victoires dans cette fédération avec Arik Cannon (en) durant EVOLVE 4: Danielson vs. Fish. Le 30 octobre, il dispute ses premiers matchs à la Dragon Gate USA où il remporte d'abord un match simple face à Shane Smalls puis un match à six comprenant Amasis (en), Ophidian, Caleb Konley, Cheech et Silas Young. Le 3 et 4 décembre, il remporte la Jeff Peterson Memorial Cup organisé par la Full Impact Pro en éliminant successivement Chris Dickinson le 3, Frightmare (en) en quart de finale le 4, Rich Swann en demi-finale et enfin Jon Moxley en finale,.

### World Wrestling Entertainment (2012-2015)
En mars 2012, Callihan effectue un essai à la World Wrestling Entertainment (WWE) puis un match avant l'enregistrement de SmackDown face à Johnny Curtis le 23 octobre,. En avril 2013, il effectue des tests médicaux et le 28 mai la Dragon Gate USA annonce dans un communiqué que Callihan vient de s'engager avec la WWE,.

#### NXT (2015)
Le 18 février 2015, il fait ses débuts à la NXT en attaquant CJ Parker. Le 4 mars à NXT, il bat Bull Dempsey. Le 28 mars il perd contre Hideo Itami. Le 13 mai à NXT, il perd contre Baron Corbin. Le 27 mai à NXT, il perd contre Kevin Owens. Le 8 juillet à NXT, il bat Marcus Louis par soumission. Le 2 septembre à NXT, il fait équipe avec Neville mais ils perdent face à American Alpha et ne passent pas le premier tour du Dusty Rhodes Classic.
Le 24 novembre 2015, la WWE met fin à son contrat.

### Retour sur le circuit indépendant (2015-...)
Le 29 avril 2018 lors de DWW Icons (DWW), Sami Callihan et Josh Alexander battent Trent Seven et Tyler Bate. Le 7 juin lors de MLW Fusion (MLW), il bat MVP.

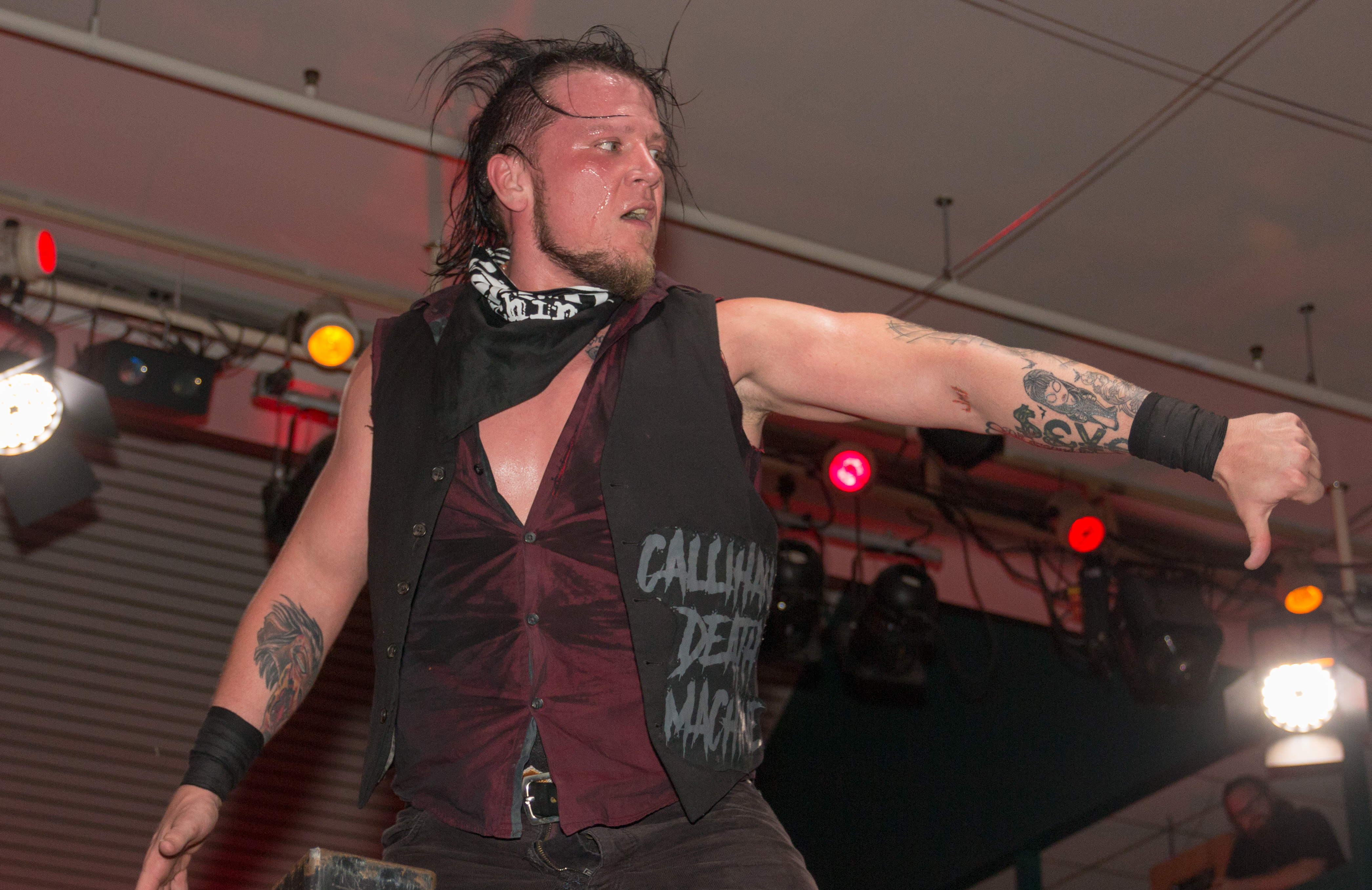
Callihan posant après un match à la Smash Wrestling en 2017.

Lors de House of Hardcore 50, il perd contre Tommy Dreamer.

### All American Wrestling (2015-...)
Le 28 novembre, il fait ses débuts à la AAW en attaquant Eddie Kingston. Lors de AAW United We Stand 2016, il perd le AAW Heavyweight Championship contre Pentagón Jr.,.
Lors de AAW Jawbreaker, lui, & Jake et Dave Crist battent PACO, Stephen Wolf & The Space Monkey. Lors de AAW Defining Moment 2018, il bat Jimmy Jacobs.
Lors de AAW Jim Lynam Memorial Tournament Day-1, il bat Moose. Lors de AAW Jim Lynam Memorial Tournament Day-2, il bat Rich Swann. Plus tard, il bat Sammy Guevara. Plus tard, il bat ACH.
Lors de Windy City Classic XIV, il bat Brody King et remporte le AAW Heavyweight Championship.

### Lucha Underground (2016-2018)
Le 13 juin lors de Lucha Underground saison 4 épisode 1, il perd au cours d'un Modern Warfare match contre Pentagón Jr. et ne remporte pas le Lucha Underground Title, ce match impliquait aussi Chavo Guerrero, Daga, Dragon Azteca Jr., Fénix, Hernandez, Tommy Dreamer, Joey Ryan, Johnny Mundo, Killshot, King Cuerno, Mariposa, Marty Martinez, Mil Muertes, Mr. Pectacular, Ricky Mundo, Son Of Havoc, The Mack et Vinny Massaro. Le 27 juin, il perd un triple threat elimination casket match comprenant Dragon Azteca Jr. et Mil Muertes au profit de ce dernier. 
Le 15 août, il remporte les Trios Championships avec Kobra Moon & Daga en battant Killshot, Son of Havoc & The Mack. Le 12 septembre, ils conservent les titres contre Drago, Aerostar et Fénix. Le 26 septembre, ils conservent les titres contre Joey Ryan, XO Lishus et Ivelisse. Lors de Ultima Lucha IV, ils conservent les titres contre au cours d'un Three Way Elimination match contre The Rabbit Tribe et Ivelisse, XO Lishus et Sammy Guevara.

### New Japan Pro Wrestling (2017)
Le 6 novembre 2017, il est annoncé comme participant de la New Japan Pro Wrestling's 2017 World Tag League, où il fera équipe avec Juice Robinson. Ils terminent seconds de leur block avec quatre victoires pour trois défaites, échouant ainsi à remporter le tournoi.

### Global Force Wrestling / Impact Wrestling (2017-2023)

#### Ohio Versus Everything (2017-2020)
Le 5 novembre 2017, il fait ses débuts à Bound for Glory en interférant dans le 5150 Street Fight aidant oVe (Dave et Jake Crist) à conserver les titres par équipe de Impact.
Le 1er mars 2018 à Impact, il perd contre Eddie Edwards, après le match, il attaque ce dernier avec une batte de baseball. Les trois semaines suivantes, les deux hommes s'attaquent mutuellement. Lors de Crossroads 2018, il perd avec oVe contre Lashley et Brian Cage. Le 15 mars à Impact, il bat Fallah Bah. Lors de Impact vs Lucha Underground, il bat Eddie Edwards au cours d'un "I Quit Match". Le 12 avril à Impact, il perd contre Moose par disqualification, après le match il l'attaque avec oVe, Eddie Edwards tente de venir en aide à Moose mais il recevra plusieurs coups de batte de baseball de Callihan, la femme d'Edwards viendra en aide à son mari jusqu'à ce que Tommy Dreamer fasse son retour attaquant les trois membres de oVe avec un kendo stick. Le 22 avril à Redemption, l'équipe oVe bat l'équipe de Eddie Edwards, Tommy Dreamer et Moose au cours du premier House of Hardcore match. Le 26 avril, il se fait agresser par Eddie Edwards dans sa chambre d'hôpital. Le 10 mai à Impact, il attaque Don Callis avec une batte de baseball. Le 17 mai à Impact lors d'un show de la HoH, il perd face à Eddie Edwards au cours d'un Street Fight, après le match, Edwards l'étrangle avec une batte de baseball. Le 24 mai à Impact, il se fait attaquer par Eddie Edwards qui l'étrangle avec un kendo stick. Le 7 juin à Impact, il affronte Eddie Edwards au cours d'un Unsanctioned match dans la forêt au cours duquel il se fera taillader le visage par Edwards mais il parviendra à s'enfuir avant que Edwards ne continue de s'acharner sur lui. 
Le 21 juin à Impact, Jake et Dave Crist perdent contre El Hijo del Fantasma et Pentagón Jr., après le match les trois membres de oVe attaquent Pentagon, tentant de lui arracher son masque mais ils sont repoussés par Fantasma. Le 28 juin à la PCW, Callihan perd contre Pentagon Jr., après le match, oVe attaque ce dernier et lui arrache son masque. Le 5 juillet à Impact, ils attaquent Fenix et Rich Swann et tentent de démasquer Fenix jusqu'à ce que Pentagón Jr. viennent les repousser. Le 12 juillet à Impact, oVe et Callihan battent Rich Swann, Pentagón Jr. et Fenix. Le 19 juillet à Impact, Callihan bat Graig Ozbourne, après le match il attaque ce dernier, plus tard dans les vestiaires, oVe et Callihan sont attaqués par Pentagon Jr..
Lors de Slammiversary XVI, il perd contre Pentagón Jr. au cours d'un Hair vs Mask match, après le match, il tente de s'enfuir mais il est stoppé par Fenix et se fait raser le crâne par Pentagon. Le 9 août à Impact, Callihan oblige Jake Crist à raser le crâne de son frère Dave. Le 16 août à Impact, il perd contre Fénix. Le 23 août à Impact, il bat Pentagón Jr. au cours d'un Mexican Death match après un piledriver depuis la troisième corde à travers une table.
Le 30 août à Impact, Callihan et les frères Crist attaquent les Lucha Bros mais ils seront à leur tour attaqués par Brian Cage qui les fera fuir. Le 6 septembre à Impact, lui et les frères Crist battent Zachary Wentz, Ace Austin & Trey Miguel. Après le match, il porte un Piledriver sur Ace Austin déclarant ensuite que OVE est le meilleur trio du monde.
Le 20 septembre à Impact, ils battent Aerostar, Vikingo et Lareto Kid. Plus tard, ils tenteront d'attaquer les Lucha Brothers mais y renonceront après l'arrivée de Brian Cage. Le 27 septembre à Impact, Jake Crist perd contre Brian Cage. Après le match, Callihan et Dave Crist attaquent Cage mais les Lucha Brothers viendront enlever Dave ce qui permettra à Cage de prendre le dessus sur Callihan et Jake. Le 4 octobre à Impact, lui et les frères Crist perdent contre les Lucha Brothers et Brian Cage par disqualification après que Callihan ait frappé l'arbitre. Après le match, une bagarre éclate entre les six hommes.
Lors de Bound for Glory 2018, ils battent les Lucha Brothers et Brian Cage dans un oVe Rules match. Le 25 octobre à Impact, il bat Trevor Lee. Après le match, Callihan et les frères Crist sont attaqués par Brian Cage. Le 7 novembre à Impact, il perd par disqualification contre Brian Cage et ne remporte pas le Impact X Division Championship.  
La semaine suivante à Impact, il perd de nouveau contre Brian Cage et ne remporte pas le Impact X Division Championship.  Lors de Homecoming, il bat Willie Mack. Le 11 janvier à Impact, il perd contre Mack. Lors de Impact Uncaged, lui, Eddie Edwards, Fallah Bahh et Eli Drake perdent contre la Team AAA (Psycho Clown, Puma King Aerostar et Vikingo) et ne remportent pas la World Cup (2019). 
Lors de l'Impact du 22 mars, il perd contre Rich Swann et ne remporte pas le Impact X Division Championship. Après le match, il attaque Swann avant d'être rejoint par Madman Fulton qui attaquera également Swann devenant membre de OVE. Le 5 avril à Impact, Fulton et lui battent Rich Swann et Willie Mack. Lors de Impact Wrestling Rebellion, il perd contre Rich Swann dans un OVE Rules Match et ne remporte pas le Impact X Division Championship. Lors du Main Event de Slammiversary XVII, il bat Tessa Blanchard.

#### Impact World Champion (2019-2020)
Lors de Bound For Glory 2019, il perd contre Brian Cage dans un No Disqualification Match et ne remporte pas le Impact World Championship. Lors de l'Impact du 29 octobre, il bat Brian Cage dans un Steel Cage Match et remporte le Impact World Championship puis est confronté pendant sa célébration par Tessa Blanchard. Le 9 novembre lors de Turning Point, il conserve son titre en battant Brian Cage. Lors de No Surrender, il conserve en battant Rich Swann. Il perd le titre lors de Hard to Kill face à Tessa Blanchard.. 

#### Rivalité et équipe avec Ken Shamrock (2020-2021)
Le 17 mars 2020, il effectue son retour sous un nouveau gimmick en attaquant Ken Shamrock avec une boule de feu. Le 21 avril lors de Rebellion, il perd contre Ken Shamrock au cours d'un Unsanctionned match. Au cours du match, il reçut l'aide de ses partenaires de oVe mais il attaqua ces derniers avec une batte de baseball confirmant son départ du groupe.
Le 30 juin à Impact, il vient en aide à Ken Shamrock qui subissait les assauts des champions par équipe de Impact, effectuant ainsi un face turn pour la première fois depuis qu'il est à Impact. Plus tard, il est annoncé que lui et Shamrock affronteront les champions par équipe de Impact lors de Slammiversary. Lors de Slammiversary le 18 juillet, ils perdent et ne remportent pas les titres par équipe. Le 4 août à Impact, il se fait attaquer par Rob Van Dam et Katie Forbes. Il perd ensuite contre Eddie Edwards et ne remporte pas le titre mondial d'Impact. Lors de Turning Point 2020, il perd contre Rich Swann et ne remporte pas le Impact World Championship.

#### Rivalité avec Kenny Omega et Don Callis et blessure (2021-2022)
Le 29 avril 2021, il affronte Eddie Edwards pour déterminer le premier aspirant au championnat du monde d'Impact de Kenny Omega mais se fait attaquer en plein match par Omega et les Good Brothers. Lors d'Against All Odds (2021), lui et Tommy Dreamer battent les Good Brothers lors d'un street fight. Plus tard dans la soirée, il attaque Kenny Omega et les Young Bucks avec une batte. Un match est alors officialisé entre Callihan et Omega pour le pay-per view Slammiversary. Lors de Slammiversary XIX, il perd contre Kenny Omega dans un No Disqualification Match et ne remporte pas le Impact World Championship.
En septembre, il se casse la cheville et sera hors des rings jusqu'au printemps 2022.

#### Retour et départ (2022-2023)
Le 7 mai 2022, lors Under Siege, il fait son retour en attaquant Moose.
Le 30 septembre 2023, son contrat avec la compagnie expire et ne le renouvelle pas.

## Palmarès
- All American Wrestling
  - 3 fois AAW Heavyweight Champion[92]
  - Jim Lynam Memorial Tournament (2018)

- Absolute Intense Wrestling
  - 1 fois AIW Tag Team Champion avec Matt Riot

- Alpha-1 Wrestling
  - 1 fois Outer Limits Champion

- Combat Zone Wrestling
  - 1 fois CZW Iron Man Champion
  - 2 fois CZW World Junior Heavyweight Championship
  - 1 fois Ultraviolent Underground Champion
  - Chri$ Ca$h Memorial Battle Royal (2008)
  - CZW Best of the Best XI (2012)

- Dramatic Dream Team
  - 1 fois KO-D Openweight Championship

- Lucha Underground
  - 1 fois Lucha Underground Trios Champion avec Kobra Moon et Daga

- Full Impact Pro
  - Jeff Peterson Memorial Cup (2010)

- Fight Club: PRO
  - 1 fois Fight Club: PRO Champion

- FEST Wrestling
  - Love Cup (2017) – avec Brian Cage

- Force One Pro Wrestling
  - 1 fois F1 Heavyweight Champion

- House of Glory Wrestling
  - 1 fois HOG Crown Jewel Champion

- Impact Wrestling!
  - 1 fois Impact World Champion
  - Moment de l'année (2018) - en détruisant le visage de Eddie Edwards avec une batte
  - Catcheur de l'année (2018)

- Insanity Pro Wrestling
  - 1 fois IPW World Champion
  - 1 fois IPW Junior Heavyweight Champion

- International Wrestling Cartel
  - 1 fois IWC Super Indy Champion

- Jersey All Pro Wrestling
  - 1 fois JAPW Tag Team Champion avec Chris Dickinson

- Maryland Championship Wrestling
  - Shamrock Cup (2011)

- NWA Force One Pro Wrestling
  - 1 fois NWA Force 1 Heavyweight Championship

- Premier Wrestling Xperience
  - 1 fois PWX Heavyweight Champion

- Pro Wrestling Syndicate
  - 1 fois PWS Heavyweight Champion

- Pro Wrestling 2.0
  - 1 fois PW2.0 Heavyweight Championship

- Rockstar Pro Wrestling
  - 2 fois Rockstar Pro World Champion
  - 2 fois Rockstar Pro Trios Champion avec Clayton Jackson et Dave Crist (1) et Jessicka Havok et Dave Crist (1)

- Squared Circle Wrestling
  - 1 fois 2CW Heavyweight Champion (dernier)

- Westside Xtreme Wrestling
  - 1 fois wXw World Tag Team Champion avec Jon Moxley

## Récompenses des magazines
- Pro Wrestling Illustrated

| Année | 2008 | 2009 | 2010 | 2011 | 2012 | 2013 | 2014       | 2015 | 2016 | 2017 | 2018 | 2019 | 2020 | 2021 | 2022 | 2023 | 2024 |
| ----- | ---- | ---- | ---- | ---- | ---- | ---- | ---------- | ---- | ---- | ---- | ---- | ---- | ---- | ---- | ---- | ---- | ---- |
| Rang  | 430  | 194  | 174  | 187  | 52   | 66   | Non classé | 250  | 172  | 166  | 121  | 142  | 57   | 114  | 376  | 216  | 285  |